# Louise Fazenda
Louise Fazenda (Lafayette, Indiana, 17 juni 1895  - Beverly Hills, 17 april 1962) was een Amerikaans filmactrice. Tussen 1913 en 1939 speelde zij in bijna 300 films.
De hoogtijdagen van Fazenda's carrière lagen in de periode van de stomme film, toen zij films voor bijna elke grote filmstudio maakte. Toen de geluidsfilm zijn intrede deed speelde zij voornamelijk rollen in musicals en comedies.

## Gedeeltelijke filmografie
- Poor Jake's Demise (1913)
- Almost an Actress (1913)
- Hogan's Romance Upset (1915)
- Fatty's Tintype Tangle (1915)
- Down on the Farm (1920)
- A Small Town Idol (1921)
- The Fog (1923)
- Main Street (1923)
- The Gold Diggers (1923)
- The Wanters (1923)
- The Dramatic Life of Abraham Lincoln (1924)
- Listen Lester (1924)
- The Lighthouse by the Sea (1924)
- Compromise (1925)
- Bobbed Hair (1925)
- Hogan's Alley (1925)
- A Broadway Butterfly (1925)
- The Bat (1926)
- Miss Nobody (1926)
- The Old Soak (1926)
- The Red Mill (1927)
- Cradle Snatchers (1927)
- Tillie's Punctured Romance (1928)
- Noah's Ark (1928)
- Taxi 13 (1928)
- Outcast (1928)
- Riley the Cop (1928)
- Heart to Heart (1928)
- On With the Show (1929)
- The Show of Shows (1929)
- Hard to Get (1929)
- House of Horror (1929)
- Loose Ankles (1930)
- No, No, Nanette (1930)
- Wide Open (1930)
- High Society Blues (1930)
- Bride of the Regiment (1930)
- Rain or Shine (1930)
- Leathernecking (1930)
- Viennese Nights (1930)
- The Mad Parade (1931)
- Misbehaving Ladies (1931)
- Once in a Lifetime (1932)
- Alice in Wonderland (1933)
- Wonder Bar (1934)
- Caravan (1934)
- Broadway Gondolier (1935)
- The Casino Murder Case (1935)
- The Widow from Monte Carlo (1935)
- The Winning Ticket (1935)
- Colleen (1936)
- Ready, Willing, and Able (1937)
- Ever Since Eve (1937)
- First Lady (1937)
- Swing Your Lady (1938)
- The Old Maid (1939)

- Biblioteca Nacional de España: XX4617519
- Bibliothèque nationale de France: cb14678870h (data)
- Gemeinsame Normdatei: 1286259940
- International Standard Name Identifier: 0000 0001 1616 3531
- Library of Congress Control Number: n86075609
- Nationale Bibliotheek van Israël: 987007342363405171
- SNAC: w6624s7j
- Virtual International Authority File: 32259178
- WorldCat: E39PBJy8x8w8HdG7Q3Dvv4PWjC